# 福寺

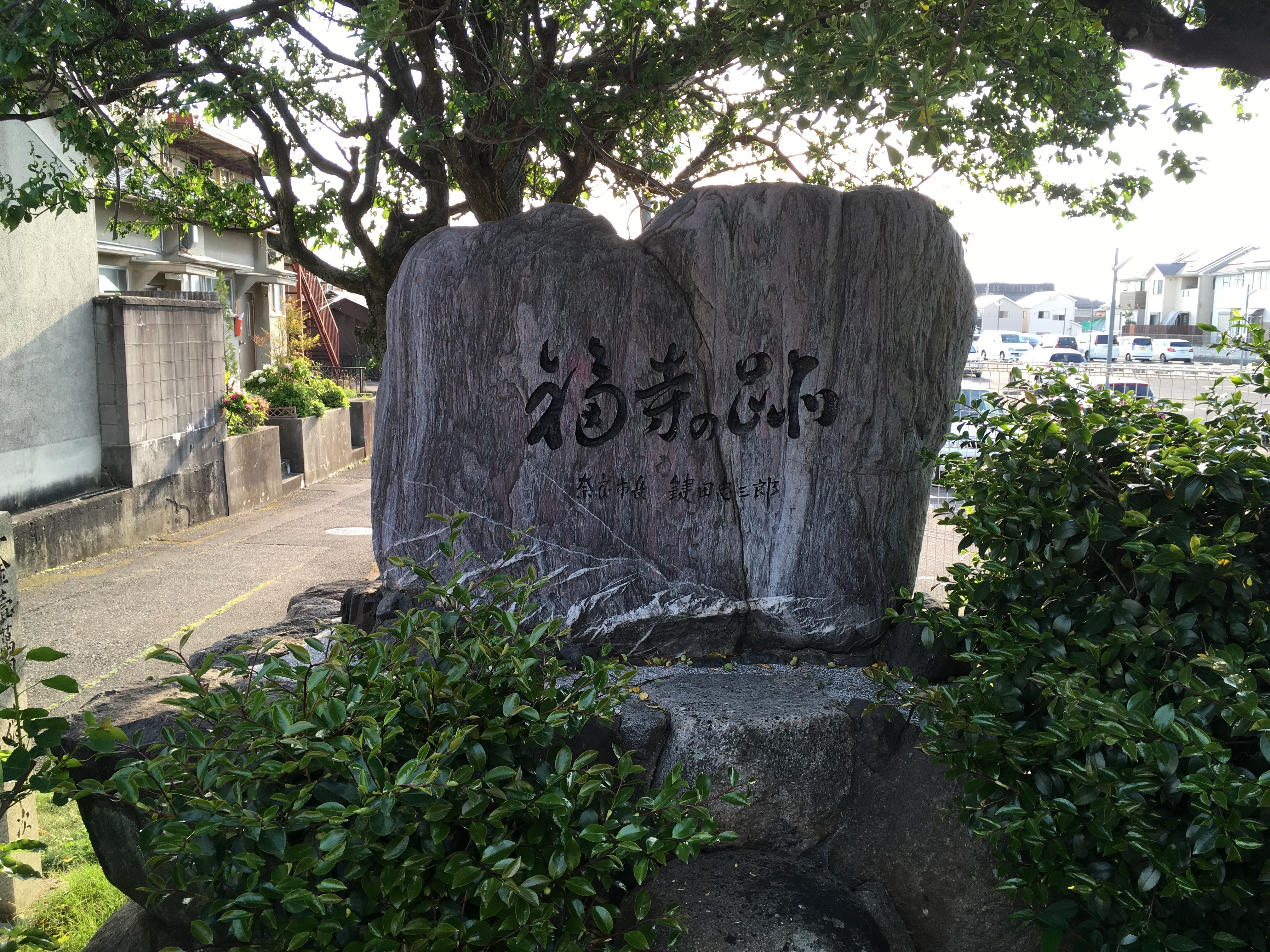
『福寺の跡』碑

福寺（ふくでら）は、奈良県奈良市南京終町にあった寺院。跡地には1970年（昭和45年）に埋め立てられるまで福寺池が存在した。文献上の初出は室町期以降であるが、江戸期の資料において、奈良時代創建と伝わり所在不明の幻の寺である服寺（ふくでら、はとりでら）と同一視されており、また近年奈良期に遡り得る瓦が福寺池跡で発見されたことによりその可能性も高まった。本項ではその同一視されている『服寺』についても述べる。

## 福寺

### 歴史
室町期に興福寺の塔頭の1つであった大乗院の末寺として記録に残り、行基の母を祀る尼影堂等もあったという。弁財天で名高く、勧進舞が頻繁に催される名所であったが、文亀3年（1503年）の土一揆で蜂起した馬借達により塔堂悉く焼き尽くされたという。
由来の仏像等は寺の焼失後も残った記録があり、うち1つは本尊であり行基の作であったと伝わる大日如来坐像が、江戸期京終町の大堂に伝わっていたとの記録がある。また今日まで京終地蔵院の本尊として伝わる大日如来坐像には、台座天板にこの像は元京終村・福寺の大日如来であったとの陰刻銘が残る。

### 複弁蓮華文軒丸瓦の発見

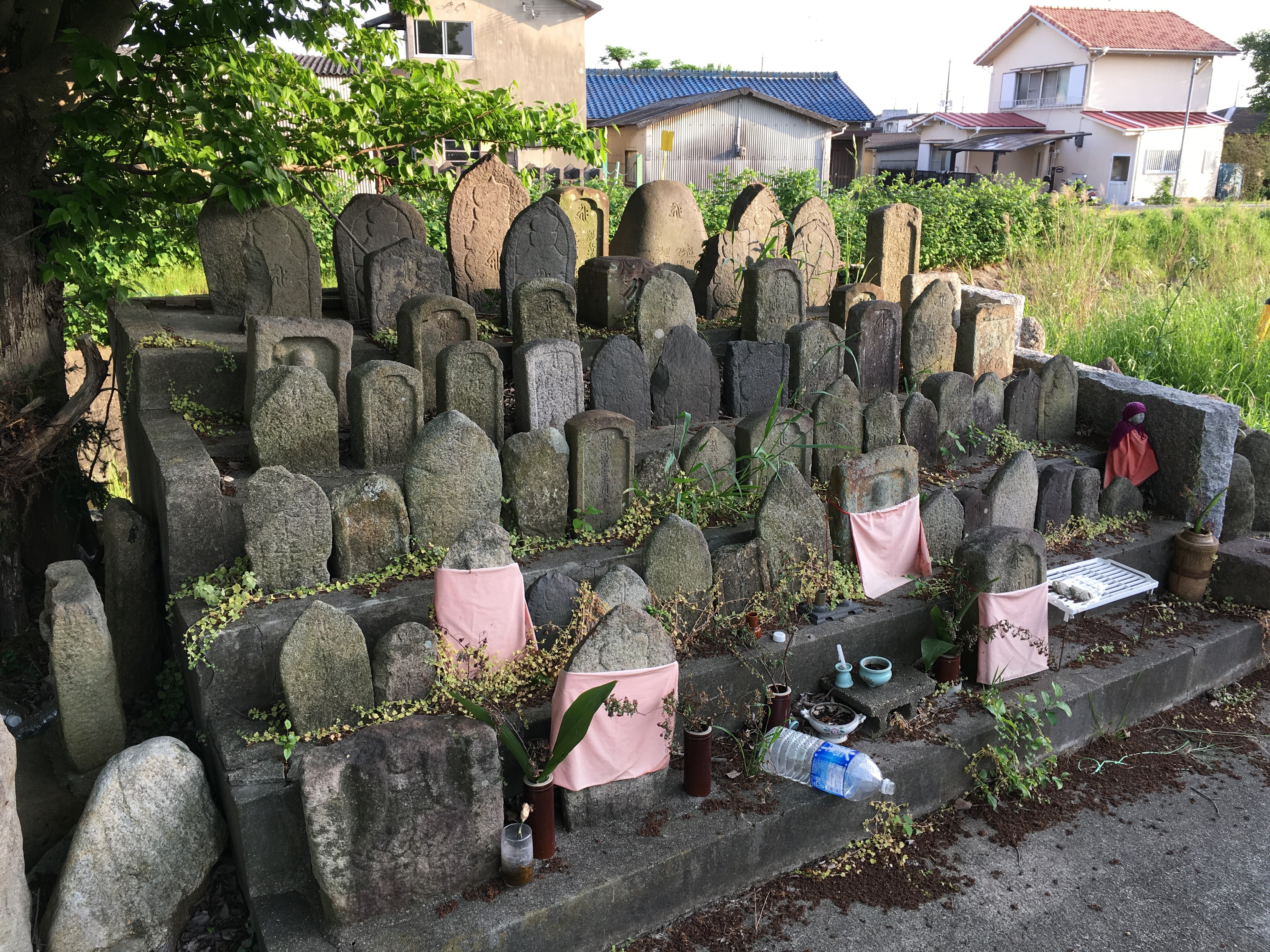
福寺池底より見つかった石仏、石塔等

福寺の所在地は、江戸期の書物『奈良坊目拙解』に「京終村の服寺池がその古跡である』との記述がある。その福寺池は1970年、近鉄奈良線の地下化に伴い油阪駅が廃止された際に、その残骸を使って埋め立てられ、宅地として開発されたが、その工事中に池底より多くの石仏、石碑、瓦等が発見された。石仏、石碑等は池跡の南東一角に集められ、今日も祀られているが、瓦等は個人の庭や床の間の美術品として伝わっていた。2016年、元興寺文化財研究所によって、これらの個人蔵の瓦9点のうち5点が奈良期後半（8世紀）にまで遡る古代瓦、複弁蓮華文軒丸瓦（ふくべんれんげもんのきまるがわら）であると判明した。これにより福寺が奈良時代にまで遡る古代寺であった可能性が強まった。

## 服寺
服寺（ふくでら、或いははとりでら）は奈良で古くから文献上に現れる古代寺院であるが、その所在には諸説あり幻の寺である。

### 歴史
開基は行基とされ、行基の母の菩提を弔うため服喪中に建立したことにより、「服寺」と号したとの記録が残る。延久3年（1070年）の『興福寺雑役免帳』に、「四段百八十歩、春鳥寺田、大仏供庄」と記録の残る春鳥寺は、服寺のことであるとする説がある。保延6年（1140年）には元は服寺の仏であった行基作の十一面観音が、盗賊にあい失われ、興福寺の僧寿行が拷門坂（かもざか）の南にあった越田池の西で田の中から再発見し、以降興福寺西金堂に安置されたとの話が残されている。服寺には光背のみが残されたが、光背のみでも霊験あらたかであったので、服寺を光塵寺とも呼ぶようになったと伝わる。寛元元年（1243年）3月18日に、覚盛が服寺で釈迦大念仏会を開いたとの記録がある。江戸期には東大寺仏生院弁蔵作の十一面観音が、肘塚町にかつてあった長福寺本尊として安置されていたが、これが往古服寺の本尊であったとの伝承も記録されている。

### 所在に関する諸説
- 江戸期の『奈良坊目拙解』では、「福寺」は「服寺」であり、福寺池跡にその場所を比定している[3]。「福寺」項で先述の、福寺池跡からの複弁蓮華文軒丸瓦の発見により、福寺が奈良期にまで遡る可能性が高まり、本説の可能性も高まった[4]。
- 『日本霊異記』には、諾良（なら）左京に吉祥天女の像を祀る服部堂と呼ばれる寺院が記録されており[17][18][11]、服寺を「はとりでら」と読むことでこの左京服部堂を服寺と見る説もある。服部堂の比定地も諸説あるが、『奈良朝寺院の研究』によると、『西大寺田園目録』内に「添上郡左京九条三坊四坪内二段 字辰市ノ南、八鳥」（坪付は現奈良市西九条町）との記載がある[18][11][19]。このヤトリ或いはハトリは「服」を指すと考えれば、服部堂すなわち服寺は辰市にあったと比定される[18][11][19]。
- 服部堂は奈良市西新屋町にかつてあった元興寺吉祥堂のことであるとする見方もある[20][12]。